# 물별이끼
물별이끼(Callitriche palustris)는 한국 중부 이남과 부전고원, 늪, 논 등에서 자라는 한해살이 수초로 길이 10-20cm이다. 물 속에서 길게 자라서 잎이 물 위에 뜬다. 물속의 잎은 선형이며 패어 있다. 끝이 둔하거나 물 위의 잎은 주걱 모양의 거꿀달걀형으로 길이 6-12mm이며 끝이 둥글거나 패어져 있다. 꽃은 암수한그루로 흰색이며 잎겨드랑이에 1송이씩 달린다. 수꽃은 수술 1개, 암꽃은 암술 1개,
암술대 2개, 포 2개로 이루어져 있다. 열매는 삭과로 타원형이며 가장자리에 좁은 날개가 있다.